# Shout at the Devil
Shout at the Devil (с англ. — «крик на дьявола») — второй студийный альбом американской глэм-метал группы Mötley Crüe выпущенный 26 сентября 1983 года лейблом Elektra Records.

## Об альбоме
Альбом стал прорывом для группы — диск был самым продаваемым в 80-х годах. Также альбом привлёк внимание другие страны, таким образом став самым успешным альбомом группы.
Диск занял 17-е место в американском чарте Billboard 200.
Синглы из этого альбома — «Looks That Kill» и «Too Young to Fall in Love» стали крупными хитами, заняв 54 и 90 позиции соответственно в чарте Billboard Hot 100 в 1984 году, а песня «Shout at the Devil» заняла 30 позицию в Hot Mainstream Rock Tracks.
В коммерческом плане альбом также стал прорывным: было продано 200 000 копий за первые две недели
15 мая 1997 года Американская ассоциация звукозаписывающих компаний (RIAA) присвоила 4-кратную платиновую сертификацию альбому (достигнув 4 000 000 копий продаж).
Название альбома и обложка, на котором изображена перевёрнутая пентаграмма (символ сатанизма), вызвало огромное количество споров после издания альбома. В частности христианские и консервативные группы видели в этом то, что Mötley Crüe поощряли своих слушателей к поклонению дьяволу.
Shout at the Devil продолжил глэм-метал тематику группы, которая длилась на протяжении ранних 1980-х.
В 1999 году группа переиздала альбом на своём лейбле Mötley Records, добавив материал времён записи альбома в качестве бонус-треков. Ограниченное издание «Mini-LP» компакт-диска, выпущенное в Японии, содержит оригинальную обложку альбома, доступную ранее на виниловых пластинках.
Очередное переиздание состоялось 11 ноября 2011 года.

## Рецензии
Барри Вебер в обзоре AllMusic был более позитивен в ретроспективном обзоре, назвав альбом лучшим, продемонстрировав «неряшливый и пресловутый (но довольно интересный) металл Mötley Crüe в своих лучших проявлениях».
В обзоре The Village Voice Роберт Кристгау раскритиковал альбом, поставив оценку «D». Кристгау отметил, что коммерческая привлекательность группы заключается в ложном хвастовстве на альбоме, который плох «даже по стандартам хеви-метала».
Джей Ди Консидайн в обзоре Rolling Stone от 16 февраля 1984 года отметил их стиль шаблонным, безобидным и неоригинальным:

«Вся цель таких групп, как Mötley Crüe, состоит в том, чтобы предоставить дешёвые острые ощущения измученным подросткам, и именно поэтому альбом в конечном итоге разочаровывает».

В 2004 году в обзоре The Rolling Stone Album Guide Консидайн практически не изменил мнение об альбоме, назвав его «удручающе мягкой квинтэссенцией Kiss и Aerosmith».
В 2017 году тот же журнал позже поставил альбом на 44-е место в списке «100 величайших металлических альбомов всех времен»
Дэйв Констебль в обзоре Metal Forces, напротив, написал, что Mötley Crüe «возможно, придумали металлическую пластинку мейджор-лейбла 83-го года».
Канадский журналист Мартин Попофф считал, что «Shout at the Devil» уступает предыдущему альбому группы, но при этом нашёл его музыку чрезвычайно захватывающей, хотя и неоригинальной, назвав её «панк-рок-лоботомический металл».
Адриан Бегранд в обзоре PopMatters назвал альбом неряшливой и угрожающей «вечной классикой лос-анджелесского металла». По его мнению, альбом содержал лучшие синглы группы и «по сей день остается звездным часом Mötley Crüe».
Эдуардо Ривадавия в обзоре Ultimate Classic Rock высоко оценил альбом, назвав его «лучшим глэм-метал-альбомом Лос-Анджелеса», и назвал группу «первой хэви-метал-группой, которая действительно перешла от мужской аудитории к женской, что автоматически удвоило популярность группы».
«Без этого альбома не было бы многих великих хейр-метал-групп», — заметил Сэтчел из Steel Panther. — «„Theatre of Pain“, конечно, был более гламурным, но „Shout at the Devil“ — великолепная пластинка. Это было чертовски круто. Они установили планку. Люди посмотрели на это и сказали: „Черт, нам нужно круто одеться, мэн“.».

## Значение
13 марта 2023 года группа авторов американского издания Rolling Stone включила титульную композицию данного альбома в список «100 величайших хеви-метал песен всех времён». В этом рейтинге она заняла 23-ю позицию.

## Список композиций
Примечания взяты из оригинального LP.
Слова и музыка всех песен — Никки Сиксом, если не указано иное.
| №  | Название                                                            | Текст песни        | Музыка             | Длительность |
| -- | ------------------------------------------------------------------- | ------------------ | ------------------ | ------------ |
| 1. | «In the Beginning»                                                  |                    | Джефф Воркмен      | 1:13         |
| 2. | «Shout at the Devil»                                                |                    | Сикс               | 3:16         |
| 3. | «Looks That Kill»                                                   |                    | Сикс               | 4:07         |
| 4. | «Bastard»                                                           |                    | Сикс               | 2:54         |
| 5. | «God Bless the Children of the Beast» (инструментальная композиция) |                    | Мик Марс           | 1:33         |
| 6. | «Helter Skelter» (кавер на The Beatles)                             | Леннон — Маккартни | Леннон — Маккартни | 3:09         |

| №                   | Название                    | Текст песни         | Музыка               | Длительность |
| ------------------- | --------------------------- | ------------------- | -------------------- | ------------ |
| 7.                  | «Red Hot»                   |                     | Сикс, Марс, Винс Нил | 3:20         |
| 8.                  | «Too Young to Fall in Love» |                     | Сикс                 | 3:34         |
| 9.                  | «Knock ’Em Dead, Kid»       |                     | Сикс, Нил            | 3:40         |
| 10.                 | «Ten Seconds to Love»       | %, Нил              | Сикс                 | 4:17         |
| 11.                 | «Danger»                    |                     | Марс, Сикс, Нил      | 3:51         |
| Общая длительность: | Общая длительность:         | Общая длительность: | Общая длительность:  | 34:47        |

- Примечание: В оригинальной версии полноформатной пластинки, первая сторона содержит композиции 1-6, а вторая сторона 7-11.

| №                   | Название                    | Музыка              | Длительность |
| ------------------- | --------------------------- | ------------------- | ------------ |
| 12.                 | «Shout at the Devil» (демо) | Сикс                | 3:18         |
| 13.                 | «Looks That Kill» (демо)    | Сикс                | 5:06         |
| 14.                 | «Louder Than Hell» (демо)   | Сикс                | 2:49         |
| 15.                 | «I Will Survive»            | Сикс, Марс          | 3:19         |
| Общая длительность: | Общая длительность:         | Общая длительность: | 49:36        |

| №                   | Название                           | Текст песни         | Музыка              | Длительность |
| ------------------- | ---------------------------------- | ------------------- | ------------------- | ------------ |
| 16.                 | «Too Young to Fall in Love» (демо) | Сикс                | Сикс                | 3:03         |
| Общая длительность: | Общая длительность:                | Общая длительность: | Общая длительность: | 52:39        |

- Примечание: Также переиздание содержит мультимедиаклип на песню «Looks That Kill».

## Участники записи
Примечания взяты из оригинального LP.
Mötley Crüe
- Винс Нил — ведущий вокал
- Мик Марс — электро- и акустическая гитара, вокал
- Никки Сикс — бас-гитара, бас-педали
- Томми Ли — ударные, бэк-вокал

Приглашённые музыканты
- Джефф Уоркман (aka Аллистер Финд) — рассказчик в треке «In the Beginning»
- Джей Виндинг — клавишные
- Пол Фокс — клавишные
- Том Келли — бэк-вокал
- Ричард Пейдж — бэк-вокал

Производственный персонал
- Том Верман — продюсер
- Джефф Уоркман — аудиоинженер
- Даг Швартц — ассистент аудиоинженера
- Джордж Марино — мастеринг
- Боб Дефрин — дизайн обложки

## Чарты
| Год  | Чарт                   | Позиция |
| ---- | ---------------------- | ------- |
| 1983 | Billboard 200 (США)    | 17      |
| 1984 | RPM100 Albums (Канада) | 23      |

| Год  | Название                    | Чарт                    | Позиция |
| ---- | --------------------------- | ----------------------- | ------- |
| 1983 | «Shout at the Devil»        | Mainstream Rock (США)   | 30      |
| 1984 | «Looks that Kill»           | Billboard Hot 100 (США) | 54      |
| 1984 | «Too Young to Fall in Love» | Billboard Hot 100 (США) | 90      |

## Сертификации
| Страна    | Организация | Год  | Продажи                  |
| США       | RIAA        | 1997 | 4x платина (+ 4 000 000) |
| Канада    | CRIA        | 1989 | 3x платина (+ 300 000)   |
| Австралия | ARIA        | 1997 | золото (+ 35 000)        |